# Stenoporpia mcdunnoughi
Stenoporpia mcdunnoughi là một loài bướm đêm trong họ Geometridae.